# Dobrivoje Selec
Dobrivoje Selec (* 3. Februar 1943 in Varaždin, Königreich Jugoslawien; † 4. Mai 2008 in Saint Petersburg, USA) war ein jugoslawischer Handballspieler. 

## Karriere

### Verein
Dobrivoje Selec lernte das Handballspielen beim RK Obilić Belgrad und bei RK Roter Stern Belgrad. Später lief er für den RK Medveščak Zagreb auf. Mit dem RK Borac Banja Luka gewann er den Europapokal der Landesmeister 1975/76.

### Nationalmannschaft
Mit der jugoslawischen Nationalmannschaft belegte Selec bei der Weltmeisterschaft 1967 den siebten Platz. Bei den Olympischen Spielen 1972 in München gehörte er zur 16-köpfigen Olympiaauswahl, die Olympiasieger wurde. Dabei blieb er wie Čedomir Bugarski ohne Einsatz. Er bestritt 22 Länderspiele, in denen er 21 Tore erzielte.
Selec wurde mit dem Goldabzeichen der SFR Jugoslawien ausgezeichnet.